# Ievdokia Stréixneva
Ievdokia Lukiànovna Stréixneva (en rus: Евдоки́я Лукья́новна Стре́шнева) va néixer l'any 1608 i va morir a Moscou el 18 d'agost de 1645. Era una noble russa que esdevingué tsarina en casar-se amb Miquel I de Rússia, el primer tsar de la Dinastia Romànov. Era filla de Lukian Stréixnev (1582-1650) i Anna Konstantínovna (1584-?).
Ievdoquia va haver de suportar moments molt difícils a la cort imperial russa. Va viure sempre sota la rígida autoritat de la seva sogra Ksénia Xestova, que tenia una poderosa influència i era present en totes les decisions de la Cort. A més totes dues compartien el confessor i el secretari, i va ser la seva sogra qui escollí els tutors dels seus fills. De fet, Ievdoquia tenia ben poca influència sobre el seu marit.

## Matrimoni i fills
El 5 de febrer de 1626 es va casar a Moscou amb Miquel I de Rússia (1596-1645), fill de Fiódor Nikítitx Romànov (1553-1633) i Ksénia Xestova (1565-1631). El matrimoni va tenir deu fills:
- Irina (1627-1679).
- Pelagueia (1628-1629).
- Aleix (1629-1676), Tsar de Rússia, casat primer amb Maria Miloslàvskaia (1625-1669), i després amb Natàlia Naríxkina (1651-1694).
- Anna (1630-1692).
- Marfa (1631-1633).
- Ivan (1633-1639).
- Sófia (1634-1636).
- Tatiana (1636-1706).
- Ievdoquia, nascuda morta el 1637.
- Vassili, nascut mort el 1639.